# Деревня разъезда Ибрагимово
Ибрагимово (баш. Ибраһим разъезы) — деревня разъезда в Кармаскалинском районе Башкортостана Российской Федерации. Входит в состав Савалеевского сельсовета.

## География

### Географическое положение
Расстояние до:
- районного центра (Кармаскалы): 14 км,
- центра сельсовета (Савалеево): 3 км,
- ближайшей ж/д станции (Ибрагимово): 0 км.

## Население
| 2002 | 2009 | 2010 |
| ---- | ---- | ---- |
| 52   | ↘48  | →48  |

Национальный состав
Согласно переписи 2002 года, преобладающая национальность — чуваши (100 %).